# Ратбури (провинция)
Ра́тбури (тайск. ราชบุรี) — провинция (чангват) в западной части Таиланда. На севере граничит с Канчанабури, на востоке — с провинциями Накхонпатхом, Самутсакхон и Самутсонгкхрам, на юге — с провинцией Пхетбури. На западе провинция граничит с Мьянмой.
Административный центр — город Ратбури. Губернатор — Сумет Чайлетванитчакун (с 2008 года).

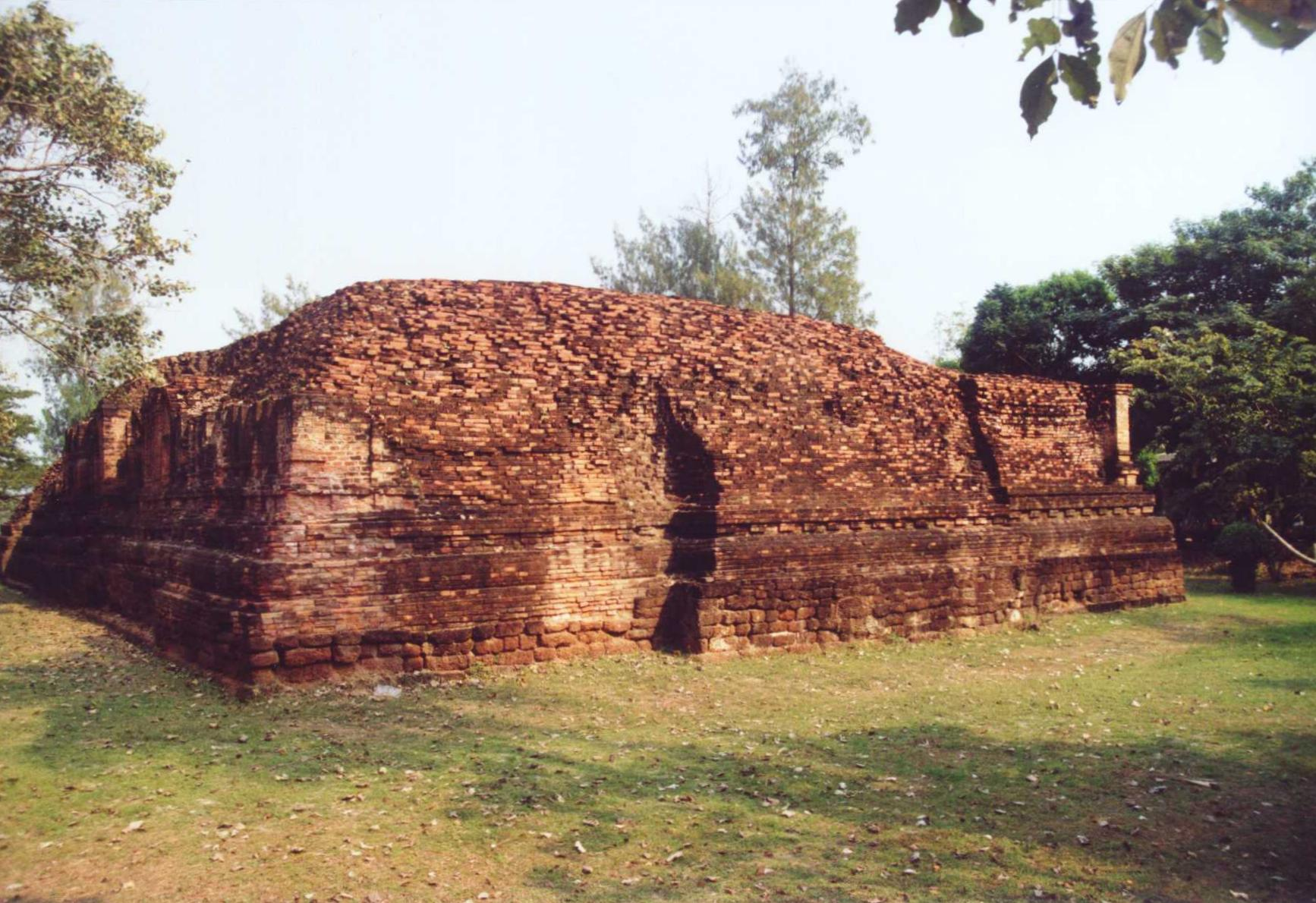
Развалины Кхубуа

Площадь провинции составляет 5 196,5 км² (42-е место по размеру).

## География

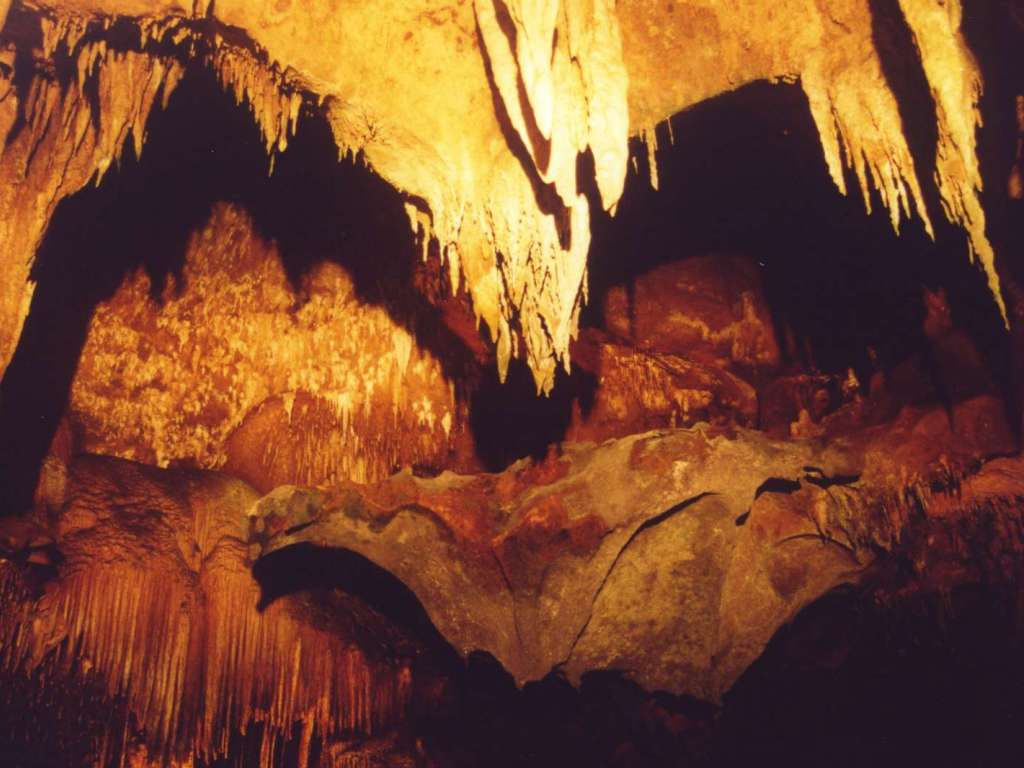
Пещера Кхао Бин

Центральная и восточная часть провинции находятся на низменности. По равнинной части протекает река Мэкхлонг. На западе местность гористая (хребет Билау). Наивысшая точка провинции — гора Пхрароп (1187 м). Горы известны своими карстовыми пещерами. На хребте берёт начало река Пхачи.

## История
История административного центра провинции датируется временами государства Дваравати, тогда это был важный город в царстве Мон. Согласно легендам, город был основан еще раньше, во времена мифического государства Суварнабхуми.
Название переводится с санскрита как «город царей» (raja — царь и pura — город).

## Административное деление

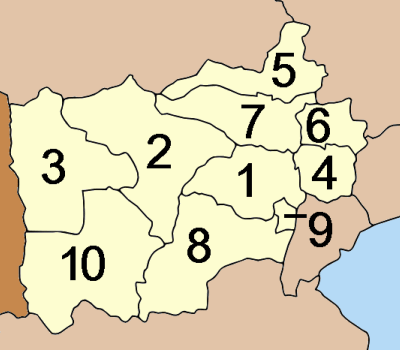
Районы провинции

Провинция подразделяется на 10 районов (ампхе), которые, в свою очередь, состоят из 104 подрайонов (тамбон) и 935 поселений (мубан). В провинции есть три городка (тхесабан-мыанг) — Ратбури, Понг, Пхотхарам; и 11 посёлков городского типа (тхесабан-тамбон).
| № | Район        | Площадь, км² | Население, чел. | №  | Район     | Площадь, км² | Население, чел. |
| - | ------------ | ------------ | --------------- | -- | --------- | ------------ | --------------- |
| 1 | Ратбури      | 430,3        | 183 528         | 6  | Бангпхэ   | 172,6        | 42 949          |
| 2 | Чомбинг      | 772,1        | 58 057          | 7  | Пхотхарам | 417,0        | 128 434         |
| 3 | Суанпхинг    | 1 005,1      | 30 252          | 8  | Пактхо    | 757,8        | 59 985          |
| 4 | Дамненсадуак | 210,3        | 98 994          | 9  | Ватпхленг | 37,9         | 12 228          |
| 5 | Банпонг      | 366,6        | 157 689         | 10 | Банкха    | 1 026,9      | 22 818          |

## Население
Население провинции — 794 593 человек (2010 год) (33 место по населённости). 1,1 % составляют племена пагорибов, в том числе карены, которые проживают на западе провинции. Среди национальных меньшинств выделяются народности монов, лава, лао и кхмеров.